# Битків-Бабченське нафтогазоконденсатне родовище
Битків-Бабченське нафтогазоконденсатне родовище — належить до Бориславсько-Покутського нафтогазоносного району Передкарпатської нафтогазоносної області Західного нафтогазоносного регіону України.

## Опис
Розташоване у Надвірнянському районі Івано-Франківської області на відстані 7 км від м.Надвірна.
Приурочене до Берегової скиби Карпат і групи складок центр. частини Бориславсько-Покутської зони. Вивчення району родовища розпочали в 1860—1870 рр. Для родовища характерний покривно-лускоподібний стиль тектоніки.
Поклади вуглеводнів приурочені до Берегової скиби Карпат, і та іі ярусів складок Бориславсько-Покутської зони. Складки обох структурних ярусів розбиті поперечними скидозсувами з амплітудою 300—1000 м. Складки іі ярусу в межах родовища простягаються на 30 м при ширині 5-6 м, першого — на 14 м при ширині до 7 м.
Перший промисловий приплив нафти отримано з менілітових утворень у 1889 р.
Поклади пластові, склепінчасті, тектонічно екрановані, один з них також літологічно обмежений. Режими Покладів: газовий, пружний та розчиненого газу, пружноводонапірний та розчиненого газу. Запаси початкові видобувні категорій А+В+С1: нафти — 12442 тис. т; розчиненого газу — 9490 млн. м³; газу — 46431 млн. м³; конденсату — 1829 тис. т. Густина дегазованої нафти 768—865 кг/м³. Вміст сірки у нафті 0,24-0,70 мас.%.